# Білл Джой
Вільям Нельсон Джой (англ. William Nelson "Bill" Joy; нар. 8 листопада 1954) — американський комп'ютерний інженер і венчурний інвестор. Він став співзасновником Sun Microsystems у 1982 році разом зі Скоттом Макнілі, Вінодом Хослою та Енді Бехтольшаймом і обіймав посаду головного наукового співробітника та технічного директора компанії до 2003 року.
Він відіграв важливу роль у розробці вільної операційної системи BSD UNIX, будучи аспірантом Берклі, і він є оригінальним автором текстового редактора vi. Він також написав есе «Чому ми не потрібні майбутньому» (2000), в якому висловив глибоку стурбованість розвитком сучасних технологій.
Джой увійшов до Національної інженерної академії США (1999) за внесок в операційні системи та мережеве програмне забезпечення.

## Рання кар'єра
Джой народився в передмісті Детройта Фармінгтон-Гіллз, штат Мічиган, у сім'ї Вільяма Джоя, заступника директора школи, та Рут Джой. У 1979 році він здобув ступінь бакалавра наук з електротехніки в Університеті Мічігану та ступінь магістра наук з електротехніки та комп'ютерних наук в Каліфорнійському університеті в Берклі.
Бувши аспірантом Берклі, він працював у Дослідницькій групі комп'ютерних систем Боба Фабрі над версією Berkeley Software Distribution (BSD) операційної системи Unix. Спочатку він працював над компілятором мови Паскаль, який залишив у Берклі Кен Томпсон, що саме відвідував університет, коли Джой тільки но почав свою дипломну роботу.
Пізніше він перейшов до вдосконалення ядра Unix, а також займався дистрибутивами BSD. Серед його найвизначніших внесків були текстові редактори ex та vi, а також оболонка C shell. Вправність Джоя як комп'ютерного програміста була легендарною, і був поширений анекдот про те, як він написав редактор vi за вихідні. Джой заперечує це твердження. Кілька інших його досягнень також іноді перебільшені; Ерік Шмідт, тодішній генеральний директор Novell, помилково ствердив у документальному фільмі PBS «Nerds 2.0.1», що Джой особисто переписав ядро BSD за вихідні. У 1980 році він також написав cat -v, що, за словами Роба Пайка та Брайана Кернігана, суперечить філософії Unix.
Відповідно до статті у виданні Salon, на початку 1980-х років DARPA уклало контракт із компанією Bolt, Beranek and Newman (BBN) щодо включення протоколу TCP/IP до Berkeley UNIX. Джою було доручено підключити стек BBN до Berkeley Unix, але він відмовився це зробити, оскільки мав низьку думку про реалізацію TCP/IP від BBN. В результаті Джой написав свій власний високопродуктивний стек TCP/IP. За словами Джона Гейджа:
«BBN мали великий контракт на реалізацію TCP/IP, але їхній код не працював, а код аспіранта Джоя — працював. Тож вони організували велику зустріч, і той аспірант прийшов туди у футболці. Вони запитали: „Як ти це зробив?“. А Біл відповів: „Дуже просто: читаєш протокол і пишеш код“»— Джон Гейдж
Роб Гурвіц, який на той час працював на BBN, заперечує цю версію подій.

## Sun Microsystems
У 1982 році, шість місяців після заснування фірми, Джой, який був шістнадцятим співробітником Sun, він отримав повний статус співзасновника Sun Microsystems. У Sun Джой був джерелом натхнення для розробки NFS, мікропроцесорів SPARC, мови програмування Java, Jini / JavaSpaces і JXTA.
У 1986 році Джой здобув премію Грейс Мюррей Хоппер від ACM за його роботу над операційною системою Berkeley UNIX.
9 вересня 2003 року компанія Sun оголосила, що Джой покидає компанію.

## Діяльність післяSun
У 1999 році Джой разом із двома колегами по Sun, Енді Бехтольшаймом і Роєм Тіле-Сардінья, заснував інвестиційну фірму венчурного капіталу HighBAR Ventures. У січні 2005 року його призначили партнером у фірмі венчурного капіталу Kleiner Perkins. Там Джой кілька разів інвестував у галузі зеленої енергетики, хоча і не мав спеціалізації цій галузі. За його словами: «Мій метод полягає в тому, щоб розглядаючи щось, що здається гарною ідеєю, припускати, що це справді так».
У 2011 році він став почесним членом Музею комп'ютерної історії за роботу над системою BSD Unix і за заснування Sun Microsystems.